# نخستین بوسه (مجموعه تلویزیونی)
نخستین بوسه (انگلیسی: First Kiss) یک مجموعه تلویزیونی درام ژاپنی است که در سال ۲۰۰۷ از تلویزیون فوجی پخش شد.